# Нікола Залевський
Нікола Залевський (пол. Nicola Zalewski, нар. 23 січня 2002, Тіволі) — італійський і польський футболіст, нападник клубу «Рома» і національної збірної Польщі. На умовах оренди грає за «Інтернаціонале».

## Клубна кар'єра
Народився 23 січня 2002 року в місті Тіволі. Вихованець футбольної школи клубу «Рома». 6 травня 2021 року він дебютував за першу команду «Роми» у півфінальному матчі Ліги Європи УЄФА проти «Манчестер Юнайтед» (3:2). Півзахисник вийшов на поле на 76-й хвилині матчу, замінивши Педро Родрігеса і допоміг команді забити переможний гол, який зарахували як автогол Алекса Теллеса. Втім через поразку 2:6 у першому матчі, римляни не змогли вийти до фіналу турніру. 9 травня 2021 року Залевський дебютував у Серії А в матчі проти «Кротоне» (5:0). Гравець на 80-й хвилині матчу замінив Браяна Крістанте і в кінці гри віддав результативну передачу на Борху Майораля, який встановив остаточний рахунок 5:0.
Перед сезоном 2021/22 новий головний тренер клубу Жозе Моурінью перевів молодого гравця до першої команди, а в грудні Нікола підписав новий контракт з римлянами до 2025 року. Протягом сезону він зіграв у 16 іграх Серії А та 1 матчі Кубка Італії. Крім того, він сім разів виступав у матчах дебютного розіграшу Ліги конференцій, зігравши в тому числі і у фінальному матчі проти «Феєнорда» (1:0), за результатами якого здобув перший трофей у своїй кар'єрі.

## Виступи за збірні
Народився в Італії в родині поляків і має громадянство обох країн. На рівні збірних прийняв запрошення захищати кольори історичної батьківщини. Його першим матчем у польській команді стала гра за юнацьку збірну до 16 років проти однолітків з Нідерландів 27 жовтня 2017 року, яка завершилась поразкою Польщі з рахунком 0:3. У збірній Польщі U-17 Залевський забив два голи, у відбіркових матчах до юнацького (U-17) чемпіонату Європи 2019 року з Фінляндією (2:1) і Португалією (1:2).
2019 року у складі збірної Польщі до 20 років поїхав на домашній молодіжний чемпіонат світу. На турнірі зіграв у 1 матчі, провівши 90 хвилин у другому матчі групового етапу з «Таїті» (5:0) і записав гольову передачу за гол Домініка Стечика, а команда вилетіла на стадії 1/8 фіналу. Загалом на юнацькому рівні взяв участь у 22 іграх, відзначившись 2 забитими голами.
16 серпня 2021 року тренер Паулу Соза вперше викликав Ніколу до національної збірної Польщі на відбіркові матчі до чемпіонату світу 2022 року з Албанією, Сан-Марино та Англією. 5 вересня 2021 року в матчі проти Сан-Марино (7:1) дебютував за збірну Польщі, вийшовши на поле на 66-й хвилині замість Тимотеуша Пухача, а в додатковий час віддав гольову передачу на Адама Буксу.
| Дата       | Місто      | Господарі  | Результат | Гості      | Турнір                               | Голи | Примітки |
| ---------- | ---------- | ---------- | --------- | ---------- | ------------------------------------ | ---- | -------- |
| 5-9-2021   | Серравалле | Сан-Марино | 1 – 7     | Польща     | Відбір до ЧС 2022                    | -    | 66'      |
| 1-6-2022   | Вроцлав    | Польща     | 2 – 1     | Уельс      | Ліга націй УЄФА 2022-2023 - 1-й етап | -    | 73'      |
| 8-6-2022   | Брюссель   | Бельгія    | 6 – 1     | Польща     | Ліга націй УЄФА 2022-2023 - 1-й етап | -    | 81'      |
| 11-6-2022  | Роттердам  | Нідерланди | 2 – 2     | Польща     | Ліга націй УЄФА 2022-2023 - 1-й етап | -    |          |
| 14-6-2022  | Варшава    | Польща     | 0 – 1     | Бельгія    | Ліга націй УЄФА 2022-2023 - 1-й етап | -    | 57'      |
| 22-9-2022  | Варшава    | Польща     | 0 – 2     | Нідерланди | Ліга націй УЄФА 2022-2023 - 1-й етап | -    | 79'      |
| 25-9-2022  | Кардіфф    | Уельс      | 0 – 1     | Польща     | Ліга націй УЄФА 2022-2023 - 1-й етап | -    |          |
| 22-11-2022 | Доха       | Мексика    | 0 – 0     | Польща     | ЧС 2022 - груповий етап              | -    | 46'      |
| 4-12-2022  | Доха       | Франція    | 3 – 1     | Польща     | ЧС 2022 - 1/8 фіналу                 | -    | 71'      |
| 24-3-2023  | Прага      | Чехія      | 3 – 1     | Польща     | Відбір до ЧЄ 2024                    | -    | 64'      |
| 27-3-2023  | Варшава    | Польща     | 1 – 0     | Албанія    | Відбір до ЧЄ 2024                    | -    | 68'      |
| 20-6-2023  | Кишинів    | Молдова    | 3 – 2     | Польща     | Відбір до ЧЄ 2024                    | -    | 64'      |
| 17-11-2023 | Варшава    | Польща     | 1 – 1     | Чехія      | Відбір до ЧЄ 2024                    | -    |          |
| 21-11-2023 | Варшава    | Польща     | 2 – 0     | Латвія     | товариський матч                     | -    | 78'      |
| Усього     |            | Матчів     | 14        |            | Голів                                | 0    |          |

## Титули і досягнення
- Переможець Ліги конференцій УЄФА (1):

«Рома»: 2021/22